# Friedrich Wilhelm von Tigerström
Friedrich Wilhelm von Tigerström (* 6. März 1803 in Bassin, Kreis Grimmen; † 28. Oktober 1868 ebenda) war ein deutscher Rechtswissenschaftler.

## Leben
Friedrich Wilhelm von Tigerström gehörte zur briefadeligen Familie von Tigerström, welche 1718 in den schwedischen Adelsstand erhoben worden war und dann mehrere Güter, u. a. in Vorpommern, besaß. 
Seine Eltern waren Moritz von Tigerström (1769–1849), Gutsherr auf Bassin, und dessen Ehefrau Charlotte, geborene von Balthasar (1773–1857). Diese war eine Tochter des Pastors zu Grimmen und Gutsherrn Philipp Jacob von Balthasar-Bartmannshagen und Enkelin des Theologen Jakob Heinrich von Balthasar.
Friedrich Wilhelm von Tigerström promovierte nach Studien in Göttingen und Berlin 1826 zum Doktor beider Rechte in Greifswald, wo er von 1831 bis 1849 als unbesoldeter außerordentlicher Professor römisches Zivilrecht lehrte. 1849 zog er sich auf das Erbgut Bassin zurück.
Tigerström verfasste mehrere Bücher zum römischen Recht und zur römischen Rechtsgeschichte, welche zumeist im Berliner Verlag G. Reimer erschienen. Einige Arbeiten erschienen bis in die 1980er Jahre als Reprint.
Friedrich Wilhelm von Tigerström war seit 1835 mit Charlotte Laurette Lang (* 1803 ?) verheiratet, seine Witwe wohnte nachmals in Stralsund. Über Nachfahren ist nichts bekannt, das Gut Bassin erbte ein Neffe.
Ein kleiner Teil seines Nachlasses befindet sich im Archiv des Verlegers Walter de Gruyter.

## Schriften (Auswahl)
- Ueber das frühere Verhältniß des Rechtes am ager vectigalis. Verlag E. A. Koch, Greifswald 1828. (Digitalisat)
- Das römische Dotalrecht. Eine zivilistische Abhandlung. 2 Bände. Berlin 1831/1832. (Nachdruck: Scientia Verlag, Aalen 1983, ISBN 3-511-04890-7)
- Die innere Geschichte des römischen Rechtes. G. Reimer, Berlin 1838. (Online; Rezension durch Freiherr Adolf von Scheurl-Erlangen, in: Kritische Jahrbücher für die deutsche Rechtswissenschaft. Vierter Jahrgang, Band 7, Bernh. Tauchnitz jun., Leipzig 1840, S. 865 ff. Online)
- Die äußere Geschichte des römischen Rechtes. G. Reimer, Berlin 1841. (Online; Nachdruck: Keip, Frankfurt am Main 1970)